# Studzionki (województwo dolnośląskie)
Studzionki – wieś w Polsce położona w województwie dolnośląskim, w powiecie lubińskim, w gminie Rudna.

## Podział administracyjny
W latach 1975–1998 miejscowość administracyjnie należała do województwa legnickiego.

## Kościół prawosławny
We wsi znajduje się parafialna cerkiew prawosławna pod wezwaniem Świętych Kosmy i Damiana.